# Valencia Basket Club 2018-2019
Questa voce raccoglie le informazioni riguardanti il Valencia Basket Club nelle competizioni ufficiali della stagione 2018-2019.

## Stagione
La stagione 2018-2019 del Valencia Basket Club è la 30ª nel massimo campionato spagnolo di pallacanestro, la Liga ACB.

## Roster
Aggiornato al 14 luglio 2018.
| Valencia Basket Club 2018-19 | Valencia Basket Club 2018-19 |
| Giocatori                    | Staff tecnico                |
| ---------------------------- | ---------------------------- |

| N. | Naz.                                        | Ruolo | Nome                  | Anno | Alt.   | Peso   |  |
| -- | ------------------------------------------- | ----- | --------------------- | ---- | ------ | ------ |  |
| 1  | Spagna (bandiera)                           | P     | Sergi García          | 1997 | 193 cm | 82 kg  |  |
| 3  | Spagna (bandiera)                           | G     | Josep Puerto          | 1999 | 199 cm | 90 kg  |  |
| 6  | Spagna (bandiera)                           | AP    | Alberto Abalde        | 1995 | 200 cm | 93 kg  |  |
| 7  | Francia (bandiera)                          | AC    | Louis Labeyrie        | 1992 | 209 cm | 100 kg |  |
| 8  | Francia (bandiera)                          | P     | Antoine Diot          | 1989 | 193 cm | 86 kg  |  |
| 9  | Belgio (bandiera)                           | P     | Sam Van Rossom        | 1986 | 193 cm | 88 kg  |  |
| 10 | Stati Uniti (bandiera) · Georgia (bandiera) | AG    | Will Thomas           | 1986 | 203 cm | 100 kg |  |
| 13 | Stati Uniti (bandiera)                      | C     | Mike Tobey            | 1994 | 213 cm | 115 kg |  |
| 14 | Montenegro (bandiera)                       | AC    | Bojan Dubljević       | 1991 | 205 cm | 105 kg |  |
| 16 | Spagna (bandiera)                           | P     | Guillem Vives         | 1993 | 192 cm | 78 kg  |  |
| 17 | Spagna (bandiera)                           | G     | Rafael Martínez (C)   | 1982 | 190 cm | 90 kg  |  |
| 19 | Spagna (bandiera)                           | AP    | Fernando San Emeterio | 1984 | 199 cm | 105 kg |  |
| 21 | Stati Uniti (bandiera)                      | G     | Matt Thomas           | 1994 | 196 cm | 89 kg  |  |
| 30 | Spagna (bandiera)                           | AP    | Joan Sastre           | 1991 | 201 cm | 82 kg  |  |
| 42 | Canada (bandiera) · Paesi Bassi (bandiera)  | AP    | Aaron Doornekamp      | 1985 | 201 cm | 96 kg  |  |
| 50 | Spagna (bandiera)                           | A     | Ion Galarza           | 1997 | 196 cm | 95 kg  |  |
| 52 | Spagna (bandiera)                           | AG    | Alejandro Rivas       | 1998 | 204 cm |        |  |

| Allenatore                                                                                                   |
| - Jaume Ponsarnau                                                                                            |
| Assistente/i                                                                                                 |
| - Borja Comenge - Juan Maroto - Javier Vilaplana Legenda - (C) Capitano - (IN) Inattivo - Infortunato Roster |

## Mercato

### Sessione estiva
| Acquisti | Acquisti       | Acquisti          | Acquisti   | Acquisti |
| R.a      | Nome           | da                | Modalità   |          |
| -------- | -------------- | ----------------- | ---------- | -------- |
| C        | Louis Labeyrie | Strasburgo        | definitivo |          |
| C        | Mike Tobey     | Canarias Tenerife | definitivo |          |
| G        | Matt Thomas    | Obradoiro         | definitivo |          |

| Cessioni | Cessioni           | Cessioni     | Cessioni       | Cessioni |
| R.       | Nome               | a            | Modalità       |          |
| -------- | ------------------ | ------------ | -------------- | -------- |
| P        | Erick Green        | Free agent   | fine contratto |          |
| AG       | Ivan Buva          | Anhui Weny   | fine contratto |          |
| C        | Tibor Pleiß        | Anadolu Efes | rescissione    |          |
| C        | Tryggvi Hlinason   | Obradoiro    | prestito       |          |
| AC       | Latavious Williams | Free agent   | fine contratto |          |
| G        | Josep Puerto       | Oviedo       | prestito       |          |

### Dopo l'inizio della stagione
| Acquisti | Acquisti     | Acquisti | Acquisti      | Acquisti      |
| R.       | Nome         | da       | Data          | Modalità      |
| -------- | ------------ | -------- | ------------- | ------------- |
| G        | Josep Puerto | Oviedo   | febbraio 2019 | fine prestito |

| Cessioni | Cessioni     | Cessioni | Cessioni       | Cessioni |
| R.       | Nome         | a        | Data           | Modalità |
| -------- | ------------ | -------- | -------------- | -------- |
| P        | Sergi García | Manresa  | 23 aprile 2019 | prestito |